# Bbno$
Alexander Leon Gumuchian, (* 30. června 1995 Vancouver) známější jako bbno$, (čtené jako „baby no money“) je kanadský rapper a zpěvák. Známý je především díky svému singlu „Lalala“ s producentem Y2K, který dosáhl přes jednu miliardu poslechů na streamovací platformě Spotify, a také díky jeho spolupracím s rapperem Yung Gravy.

## Dětství
Narodil se 30. června 1995 ve Vancouveru do arménské rodiny. Před střední školou byl vzděláván doma. Když vyrůstal, tak ho jeho matka podporovala v hraní na piano. Už odjakživa měl ale problémy s hudební teorií. Gumuchian tvrdí, že rád hrál na bubny djembe a byl dobrý v rytmu, ale rekreačně neposlouchal hudbu až do svých 15 let.

## Kariéra

### 2014–2016: Broke Boy Gang a SoundCloud
Gumuchian se začal věnovat hudbě po zranění zad, které mu znemožnilo splnit si sen profesionálního plavce. O rap a hudební produkci se začal zajímat poté, co experimentoval se skupinou přátel na GarageBand. S nimi začal Gumuchian dělat hudbu jen pro radost. Všichni si začali říkat Broke Boy Gang a pustili se do společného živého vystupování. Po vydání několika skladeb online se skupina po 5 nebo 6 měsících rozpadla. V září 2016 začal zveřejňovat skladby na SoundCloud pod přezdívkou „bbnomula“, kde rychle získal miliony streamů a followerů. Popularitu získal v Číně, kde vyprodal několik svých opakovaných turné. Jeho zahraniční popularitu připsal čínské taneční skupině TFBoys poté, co jeden z členů, Jakson Yee, tancoval k jeho skladbě „Yoyo Tokyo“ na své narozeninové párty.

### 2017–2020: První EP, alba a singl Lalala
V roce 2017 vydal své první EP Baby Gravy ve spolupráci s rapperem Yung Gravy. V roce 2018 vydal své debutové studiové album Bb Steps, a zanedlouho i druhé EP Whatever. To bylo tentokrát ve spolupráci s hip hop skupinou So Loki.
Na začátku roku 2019 vydal své druhé studiové album Recess, které se inspirovalo stejnojmenným animovaným seriálem od Disney Channel (česky Přestávka). V albu vystupují i Y2K a Trippy Tha Kid. Mnoho skladeb z alba získalo miliony poslechů na Spotify. Bbno$ a Y2K jsou známí tím, že svůj singl „Lalala“ propagovali pomocí různých webových stránek a online aplikací, jmenovitě Tinder, Instagram, meme účty, TikTok a Craigslist. Této písničce se podařilo vyšplhat na vrchol více než 20 žebříčků po celém světě a získat přes 400 milionů streamů a 500 000 prodejů v USA.
Později toho roku bbno$ vydal další album I Don't Care At All. Celé album produkoval Y2K. V albu se objevily různé předvydané singly, „slop“, „pouch“ a „shining on my ex“. Ve všech jmenovaných singlech se objevil i jeho častý spolupracovník Yung Gravy.
Dne 14. února 2020 vydal album Baby Gravy 2 ve spolupráci s Yung Gravy. Je pokračováním k EP Baby Gravy z roku 2017.
Ve videoklipu jeho singlu „imma“ je oblečený jako drag queen a cestuje po Victorii s drag queen Jimbem.

### 2021: help herself, edemame,eat ya veggies
Dne 29. ledna 2021 vydal singl „help herself“. Písničku produkoval Diamond Pistols a sloužila jako první singl k novému bbno$ projektu. 14. května vydal pětipísničkové EP nazvané my oh my. 3 z 5 písniček, „help herself“, „bad to the bone“ a „help herself“ (s Benee), vydal jako singly ještě před vydáním celého EP.
Dne 24. července vydal společně s Rich Brianem singl „edemame“. Tato písnička byla prvním singlem z jeho budoucího alba 'eat ya veggies. Krátce po vydání „edemame“ začal bbno$ upoutávat své nové album na Twitteru. Dne 22. září vydal druhý singl „i remember“ ze stejného projektu. Dne 8. října bbno$ vydal album eat ya veggies. Šestá skladba „u mad!“ byla zahrnutá v updatu počítačové hry CSGO.

### 2022–současnost: pogo,bag or die
Dne 8. dubna 2022 vydal svůj nový singl „mathematics“. Tato písnička zazněla v březnu na jeho evropském turné. Dne 4. dubna upoutal videoklip k singlu na hokejovém zápase Vancouver Canucks. „Piccolo“ poprvé představil v březnu na jeho evropském turné. To později v květnu zaznělo i na jeho kanadském turné. Tato písnička je také známá jako „Dragon Ball Z“, kvůli části z jejího refrénu „Dragon Ball Z dick, blow me like a piccolo“. 2 dny před vydáním byla tato písnička upoutaná na jeho TikToku.
Dne 24. června vydal singl „pogo“ společně s producentem Diplo. Různé kousky písničky upoutal v dubnu na sociálních médiích. Název později potvrdil na jeho živém přenosu na Twitchi.
Dne 21. října vydal své nejnovější studiové album bag or die. Zahrnuje singly „mathematics“, „piccolo“ a „sophisticated“, společně s „touch grass“, ve kterém se opět objevil Yung Gravy.

## Styl
Bbno$ popsal svou hudbu jako „oxymoronický rap“, který je „ignorantní, ale melodický“. Bbno$ vyrostl na straight bass dubstepu a house music od umělců jako Datsik a Excision. Poté začal poslouchat hip hopové umělce, jmenovitě Tupac Shakur, Gucci Mane a Chief Keef. Jako své hlavní rapperské inspirace uvádí umělce Yung Lean a Pouya.

## Osobní život
Žije ve Vancouveru. Dříve žil v Kelowně. V roce 2019 na Univerzitě Britské Kolumbie Okanagan obdržel titul z kineziologie.

## Ocenění a nominace
| Rok  | Ocěnění    | Kategorie                       | Výsledek   |
| ---- | ---------- | ------------------------------- | ---------- |
| 2020 | Juno Award | Fan Choice Award                | Nominovaný |
| 2020 | Juno Award | Breakthrough Artist of the Year | Nominovaný |